# Vida Lopez de San Roman
Vida Lopez de San Roman (23 de enero de 2006) es una deportista estadounidense que compite en ciclismo de montaña en la disciplina de campo a través. Ganó una medalla de oro en el Campeonato Mundial de Ciclismo de Montaña de 2024, en la prueba por relevos.

## Medallero internacional
| Campeonato Mundial | Campeonato Mundial    | Campeonato Mundial | Campeonato Mundial         |
| Año                | Lugar                 | Medalla            | Competición                |
| ------------------ | --------------------- | ------------------ | -------------------------- |
| 2024               | Pal Arinsal (Andorra) | Medalla de oro     | Campo a través por relevos |